# Tommy Hilfiger
Thomas Jacob Hilfiger (/hɪlˈfɪgər/; Elmira, 24 de março de 1951) é um estilista americano e fundador da Tommy Hilfiger BV.
As coleções de Hilfiger são frequentemente influenciadas pela moda das subculturas musicais e comercializadas em conexão com a indústria da música, com celebridades como a artista americana de R&B Aaliyah na década de 1990. Em 2005, os participantes do reality show da CBS, The Cut, competiram por um trabalho de design com Hilfiger de maneira semelhante a The Apprentice. Em 2006, Hilfiger vendeu sua empresa por 1,6 bilhão de dólares para a Apax Partners, que a vendeu em 2010 para a Phillips-Van Heusen por três bilhões de dólares. Ele continua sendo o designer principal da empresa, liderando as equipes de design e supervisionando todo o processo criativo. Em 2012, Hilfiger recebeu o Geoffrey Beene Lifetime Achievement Award do Council of Fashion Designers of America.